# Cratere Berggolts
Berggolts  è un cratere sulla superficie di Venere. Deve il suo nome ad Ol'ga Fëdorovna Berggol'c (in russo Ольга Фёдоровна Берггольц?), poetessa sovietica di etnia russa.